# Rebentischia unicaudata
Rebentischia unicaudata är en svampart som först beskrevs av Berk. & Broome, och fick sitt nu gällande namn av Pier Andrea Saccardo 1883. Rebentischia unicaudata ingår i släktet Rebentischia och familjen Tubeufiaceae.  Arten är reproducerande i Sverige. Inga underarter finns listade i Catalogue of Life.